# جیم مک‌کانوس (تنیس‌باز)
 جیم مک‌کانوس (انگلیسی: Jim McManus؛ زاده ۱۶ سپتامبر ۱۹۴۰ درگذشته ۱۸ ژانویهٔ ۲۰۱۱) یک تنیس‌باز اهل ایالات متحده آمریکا بود. 